# Cửu Giang

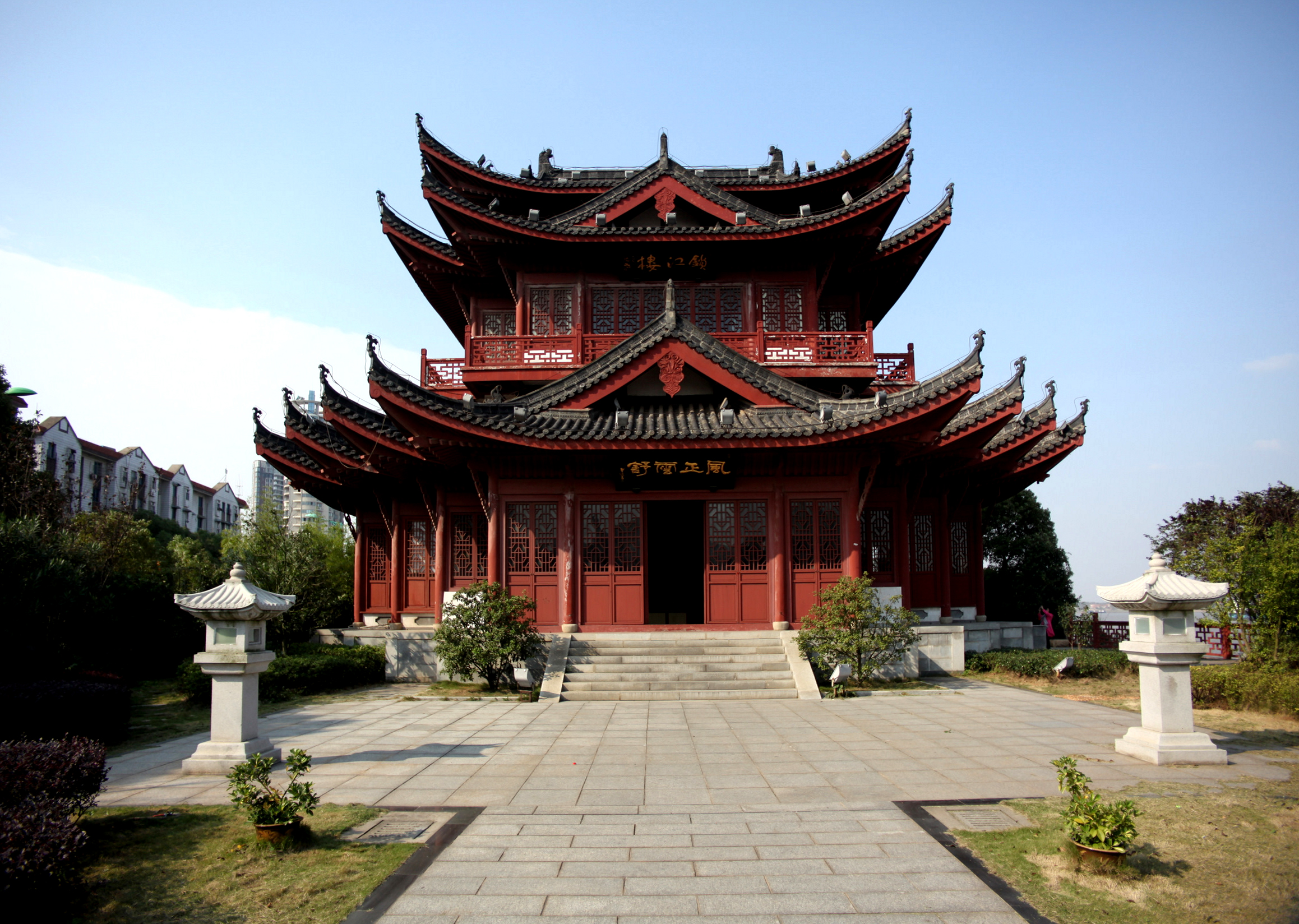
Tỏa Giang lâu, Cửu Giang

Cửu Giang (tiếng Trung: 九江市; bính âm: Jiǔjiāngshì) là một địa cấp thị nằm bên bờ nam của sông Trường Giang ở tây bắc tỉnh Giang Tây, Trung Quốc.
Thành phố này bị hư hỏng nhẹ trong trận động đất Thụy Xương năm 2005, nhưng đã có nhiều người chết ở các khu vực bên ngoài.

## Dân số
Địa cấp thị này có tổng dân số khoảng 4.728.763 người(2010), trong đó có khoảng 896.000 người là dân thành thị. Mật độ dân số 255 người/km². Người Hán chiếm 99,8% dân số nhưng có khoảng 25 dân tộc thiểu số khác, bao gồm sáu dân tộc với tổng dân số hơn 100 người: Hồi, Miêu, Choang, Thổ Gia, và Dư.
Không giống như các phương ngữ Cám đặc trưng của Giang Tây, dân địa phương ở đây sử dụng nhiều giọng khác nhau của tiếng Quan Thoại.

## Công nghiệp

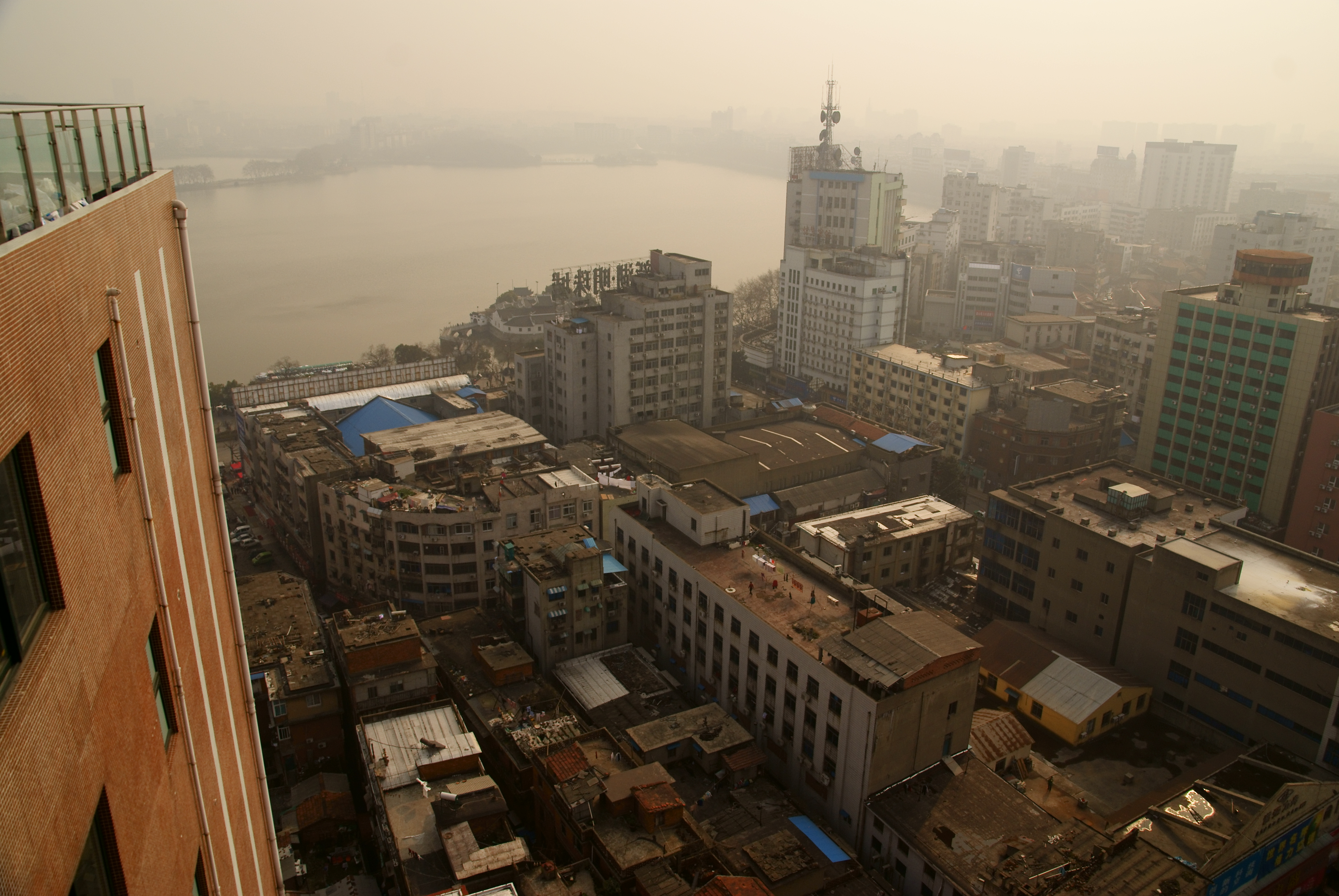
Một khu ở Cửu Giang

- Một khu ở Cửu GiangLọc hóa dầu
- Sản xuất hóa chất nông nghiệp
- Xuất nhậtp khẩu (qua cảng sông)

## Các trường đại học cao đẳng
- Học viện Kinh tế Tài chính Cửu Giang

## Các thành phố kết nghĩa
Cửu Giang có các thành phố kết nghĩa sau:
- Louisville, Kentucky, Hoa Kỳ
- Kajaani, Phần Lan (từ năm 2006)
- Koper, Slovenia

## Du lịch
Núi Lư Sơn, nằm ở phía Nam trung tâm đô thị, được công nhận là một di sản thế giới.

## Hành chính
Cửu Giang được chia ra làm 13 đơn vị hành chính cấp huyện, bao gồm 3 quận, 3 thành phố cấp huyện và 7 huyện
- Quận: Liêm Khê (濂溪区), Tầm Dương (浔阳区), Sài Tang (柴桑区)
- Thành phố cấp huyện: Thụy Xương (瑞昌市), Cộng Thanh Thành (共青城市), Lư Sơn (庐山市)
- Huyện: Vũ Ninh (武宁县), Tu Thủy (修水县), Vĩnh Tu (永修县), Đức An (德安县), Đô Xương (都昌县), Hồ Khẩu (湖口县), Bành Trạch (彭泽县)